# Zdravilna pasijonka
Zdravílna pasijónka (znanstveno ime Passiflora incarnata), je hitro rastoča vzpenjalka iz družine pasijonkovk. Ima velike cvetove različnih barv, sadeži so oranžne barve. Pasijonko imenujejo tudi Kristusov cvet, tako so jo poimenovali španski krščanski misionarji, ki so jo prvi opazili ob odkritju Amerike. Ima zelo nenavadno obliko cveta, kjer v sredini stoji nekakšen križ, zato so ji dali tudi to ime, vijolični izrastki na cvetu pa spominjajo na Kristusovo krono. Cvet oprašujejo predvsem večje čebele, čmrlji in kolibriji. Obstaja približno 500 vrst teh vzpenjalk, doma so predvsem v tropskih področjih Amerike. Nekaj redkih primerkov raste tudi v Sloveniji, okoli Cerkniškega jezera in v Hošnici občina Slovenska Bistrica.

## Uporaba plodov pasijonke
V nekaterih državah izdelujejo iz plodov marmelade ali kompot, uporabljajo se kot začimba in v zdravilne namene: ima pomirjevalne in blažilne lastnosti, ljudsko zdravilstvo ga uporablja za uravnavanje srčnega utripa (podobno kot glog).

## Uporaba cvetov pasijonke
Cvetove pasijonke večkrat uporabijo kot dišavno komponento pri sestavi parfumov. 